# Château de Réveillon
Le château de Réveillon se situe dans la commune de Réveillon dans le département français de la Marne. Édifié au début du XVIIe siècle, se distingue par un style Renaissance. Entouré de douves, son plan général en forme de U s'ouvre sur une cour pavée. Le domaine du château englobe de vastes jardins à la française, des communs et sa melonnière, ainsi qu'une ferme dont la pièce maîtresse est un colombier de 3500 boulins.

## Historique

### XVIIeetXVIIIesiècles
Le château actuel a été construit entre 1607 et 1617 par Claude II d’Ancienville  et sa femme Judith Raguier, dame d’Esternay.
Le château a été construit sur les fondations d’un château féodal, dont nous ne connaissons pratiquement rien.
En 1640, une expertise du château effectuée nous apprend que le château n’était pas achevé : « les lucarnes n’ont point reçu leurs fenestres, ni les murs leur exaucements. La plombinerie est absente aux faîtages, noues, noquets, enfêtement des lucarnes et cheneaux. À l’intérieur, on ne compte plus les carreaux manquants, les ais d’entrevoûtes des planchers inachevés, les portes et les croisées de nulle valeur, le corps de logis principal avec la grande salle n’est ni crépi, ni enduit. Les trous de boulins ne sont pas rebouchés. ». 
Durant toute la seconde moitié du XVIIe siècle, de 1642 à 1719, peu de choses sont connues sur le château, à l’exception du nom de ses différents propriétaires : 
- 1640-1642 : Michel Larcher, président en la Chambre des comptes
- 1642-1672 : Jacques Galland, secrétaire du roi, conseiller d'état à la direction des finances
- 1672–1712 : Anne de Fieubet de Launay et son fils Paul de Fieubet de Réveillon
- 1712-1719 : Philippe Millien

### Le marquis d'Argenson
Il faut attendre l’achat du domaine en 1719 par René Louis Voyer de Paulmy, marquis d’Argenson, pour avoir des traces des transformations apportées au château.

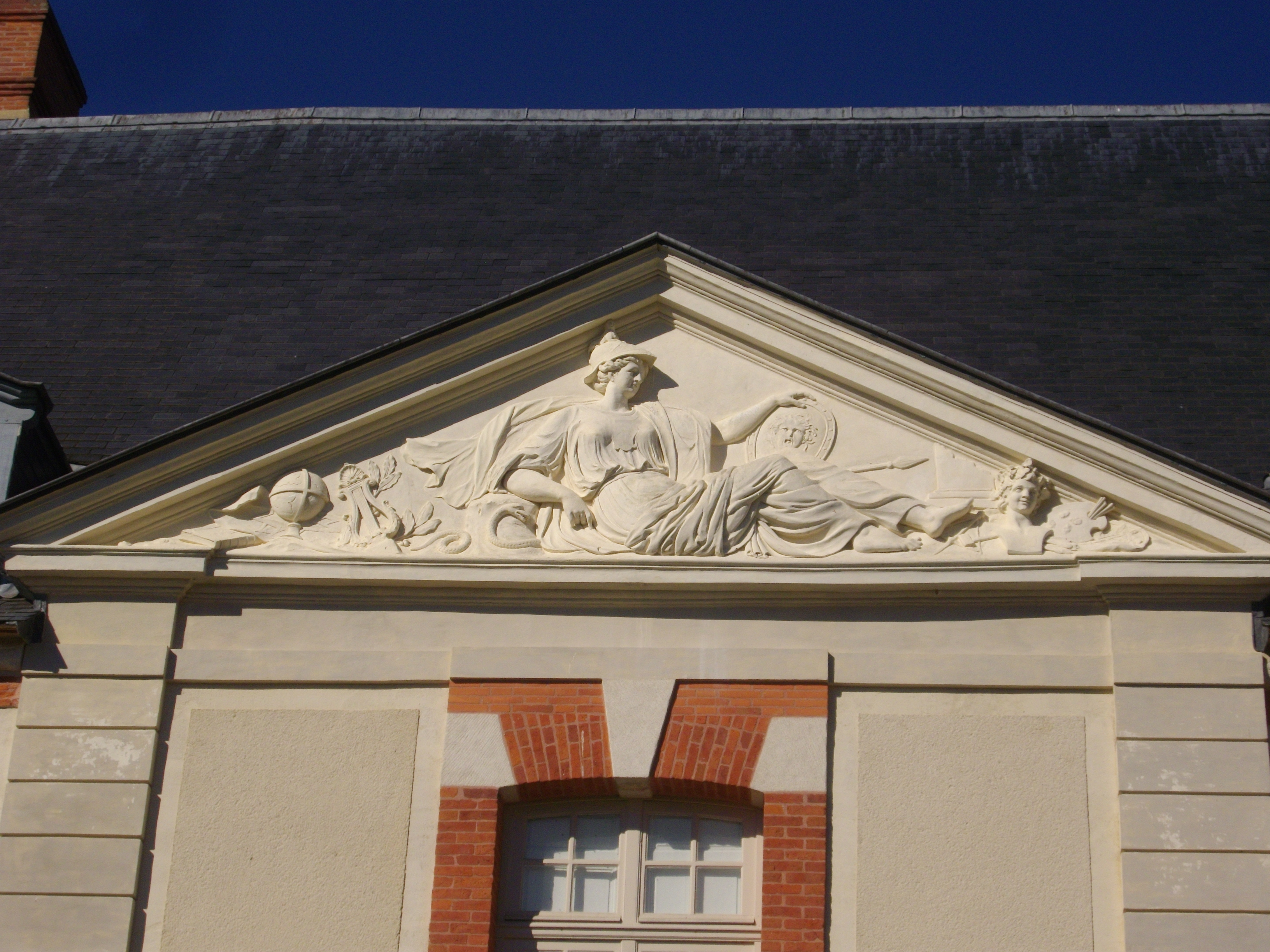
Fronton,
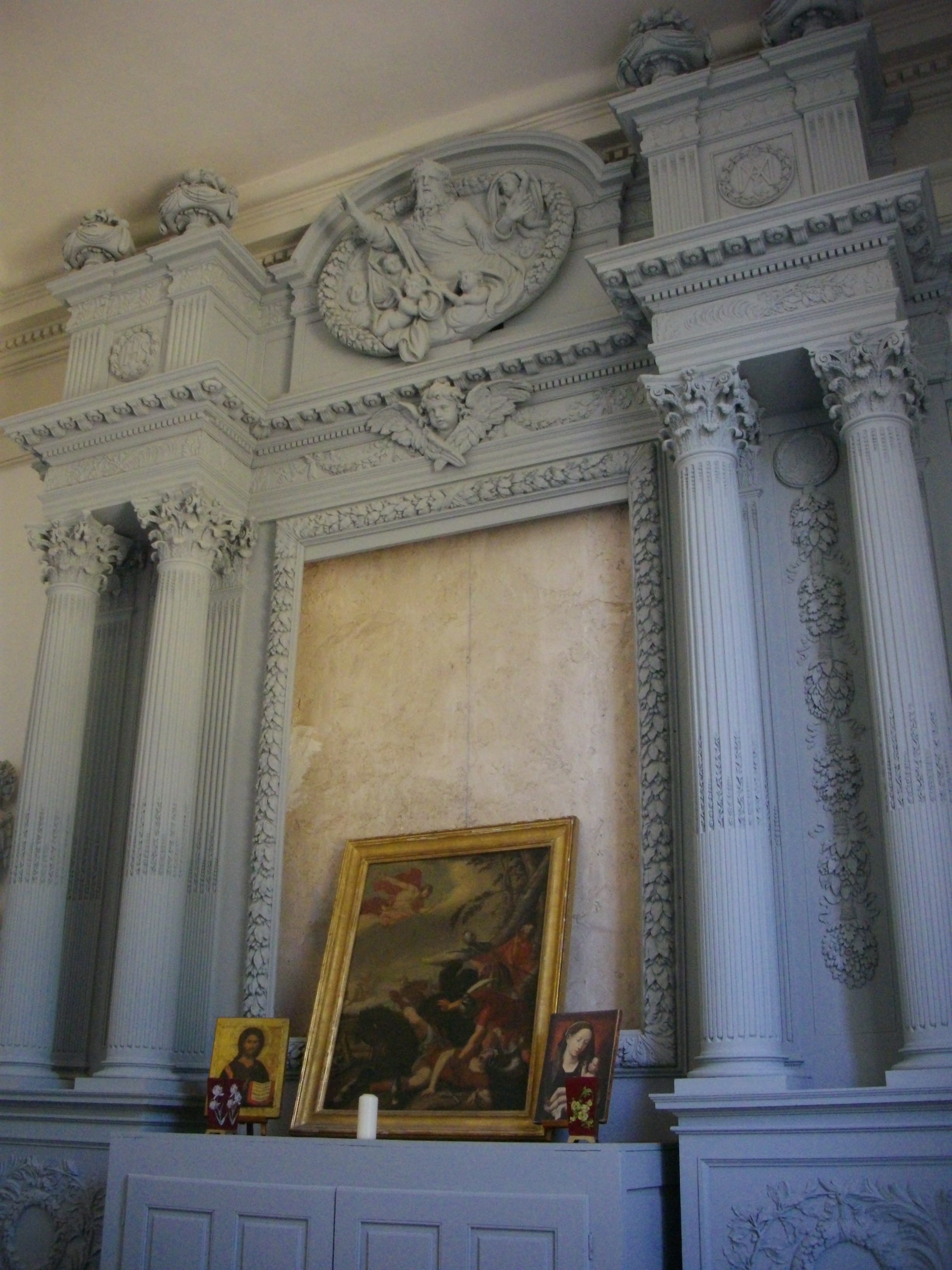
colonnes et Neptune,
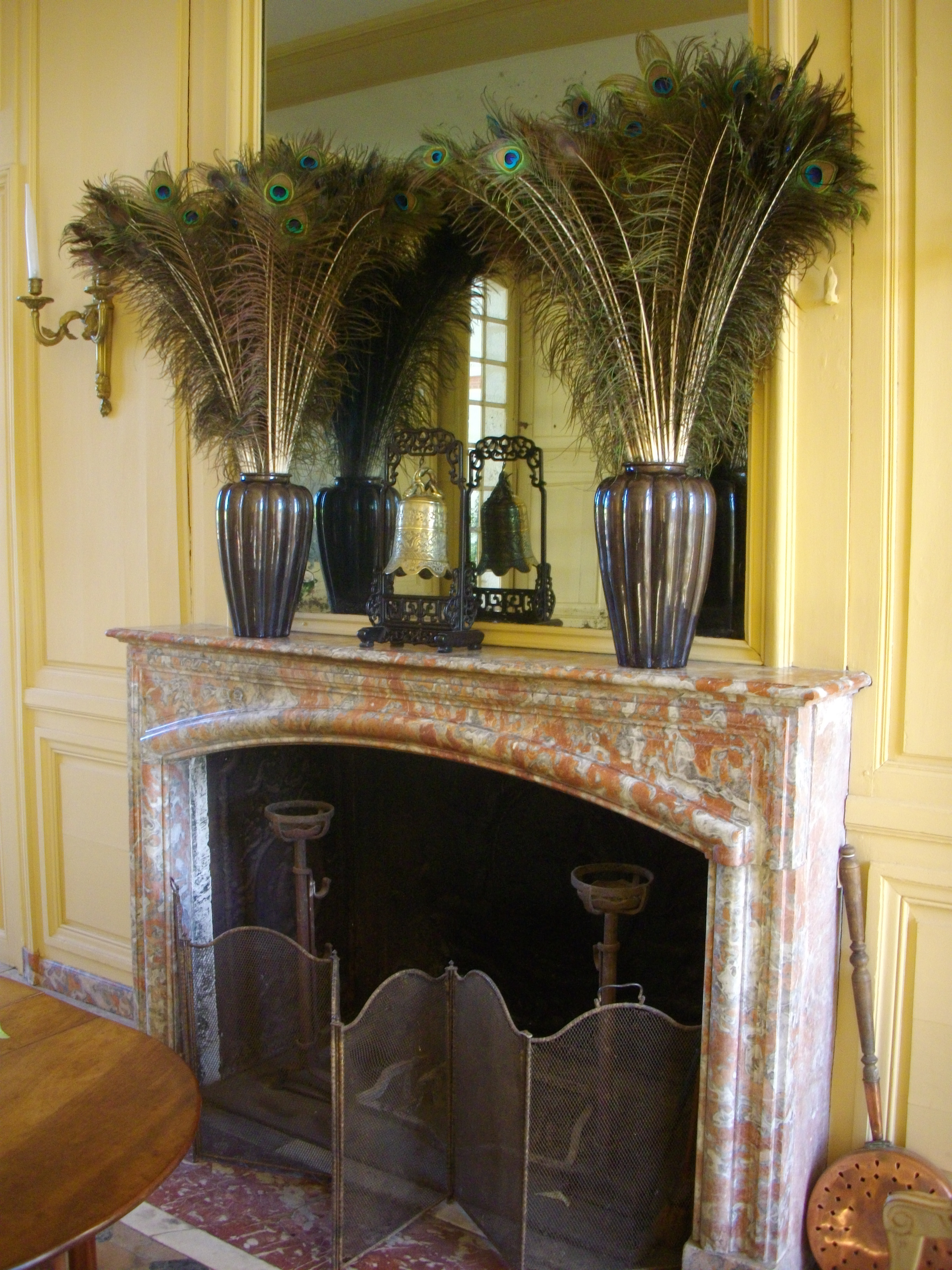
cheminée.

Il créa le fronton sculpté, côté jardin, représentant Minerve déesse de la guerre, de la sagesse et protectrice des arts et des sciences. Sur son bouclier est représentée la tête de la gorgone Méduse. Le marquis a également transformé les baies du corps de logis et des deux ailes.
Ces travaux le criblèrent de dettes, ce qui le conduisit à vendre le château et son domaine en 1730 à Jules-Robert de Cotte, architecte du roi.

### Jules-Robert de Cotte
Jules-Robert, après des réparations, entreprit la décoration du château en le dotant de boiseries et de tableaux. Notamment il fit peindre les fermes qui composaient le domaine de Réveillon à la fin du XVIIIe siècle. Ces toiles montrent l’intérêt porté par l’aristocratie à l’agriculture et au progrès agricole que les propriétaires terriens voulaient réaliser.

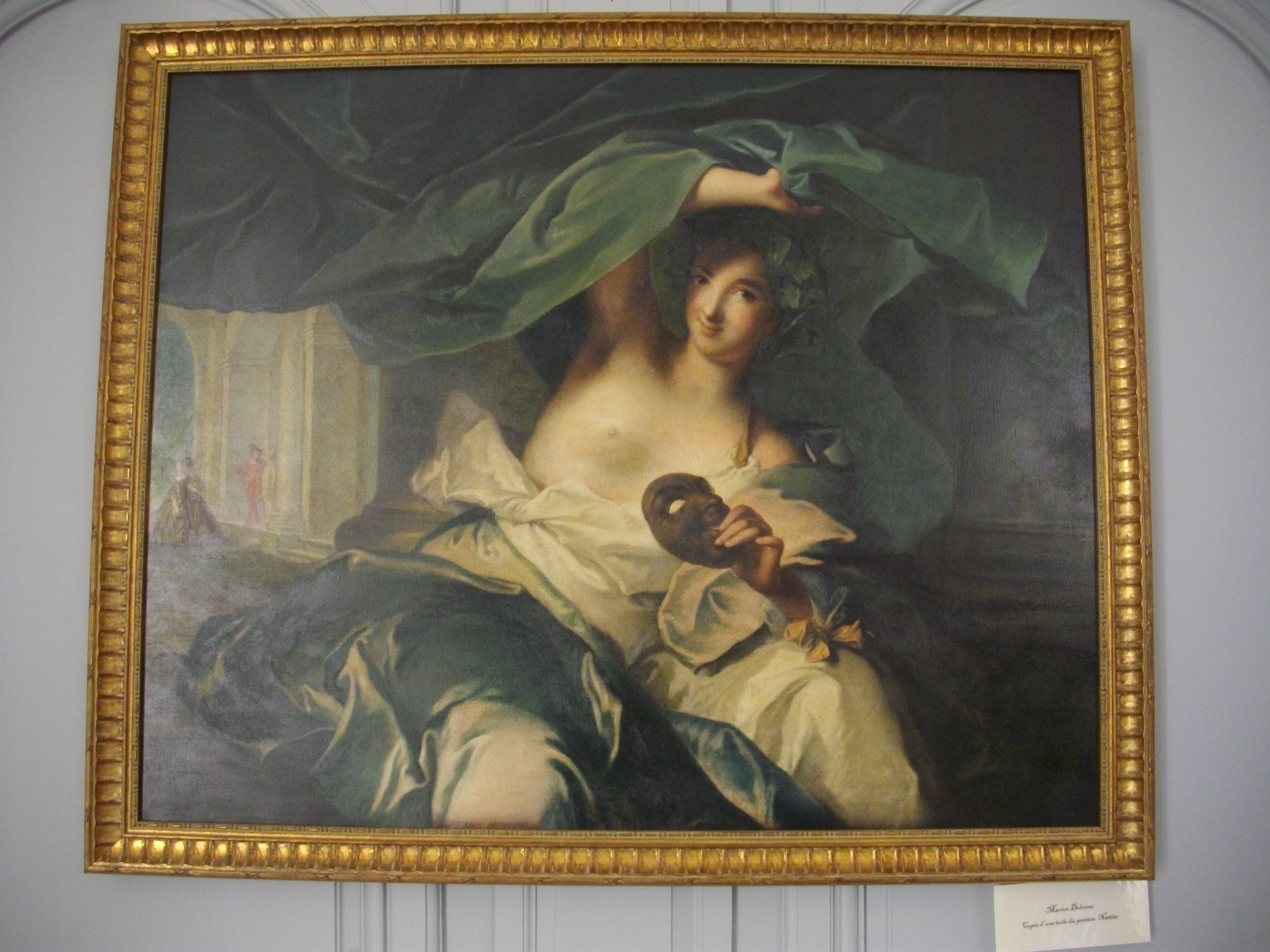
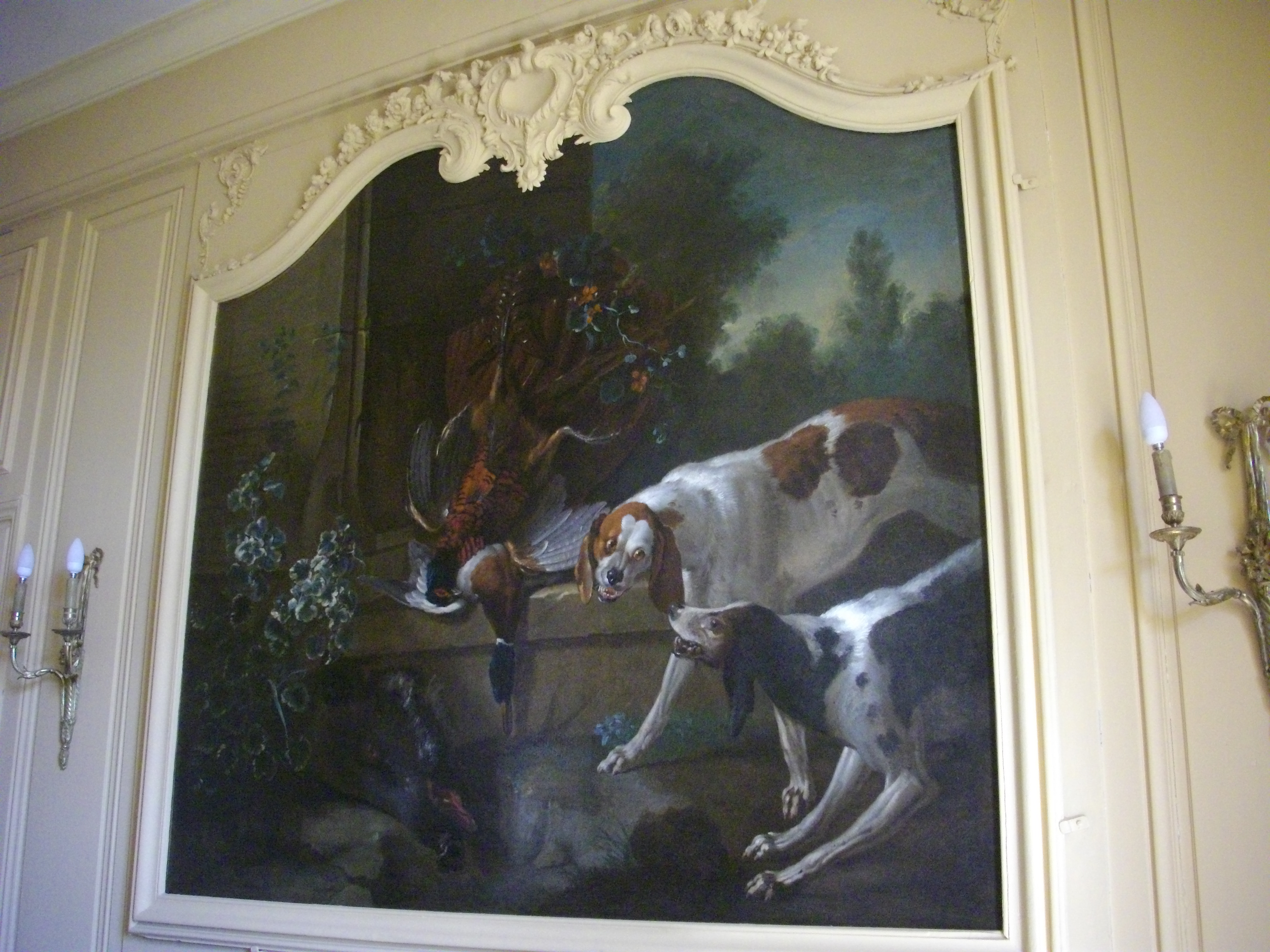
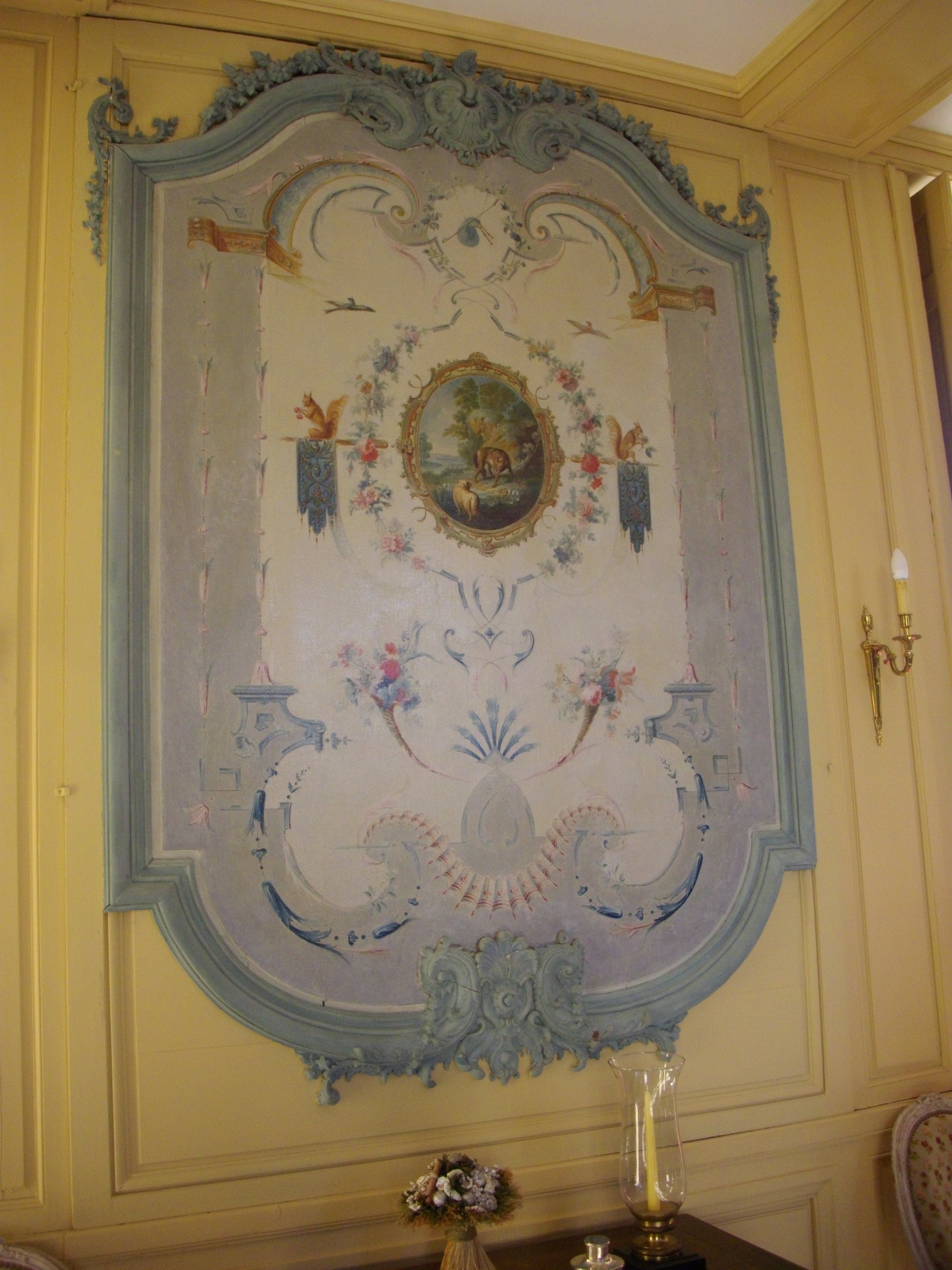
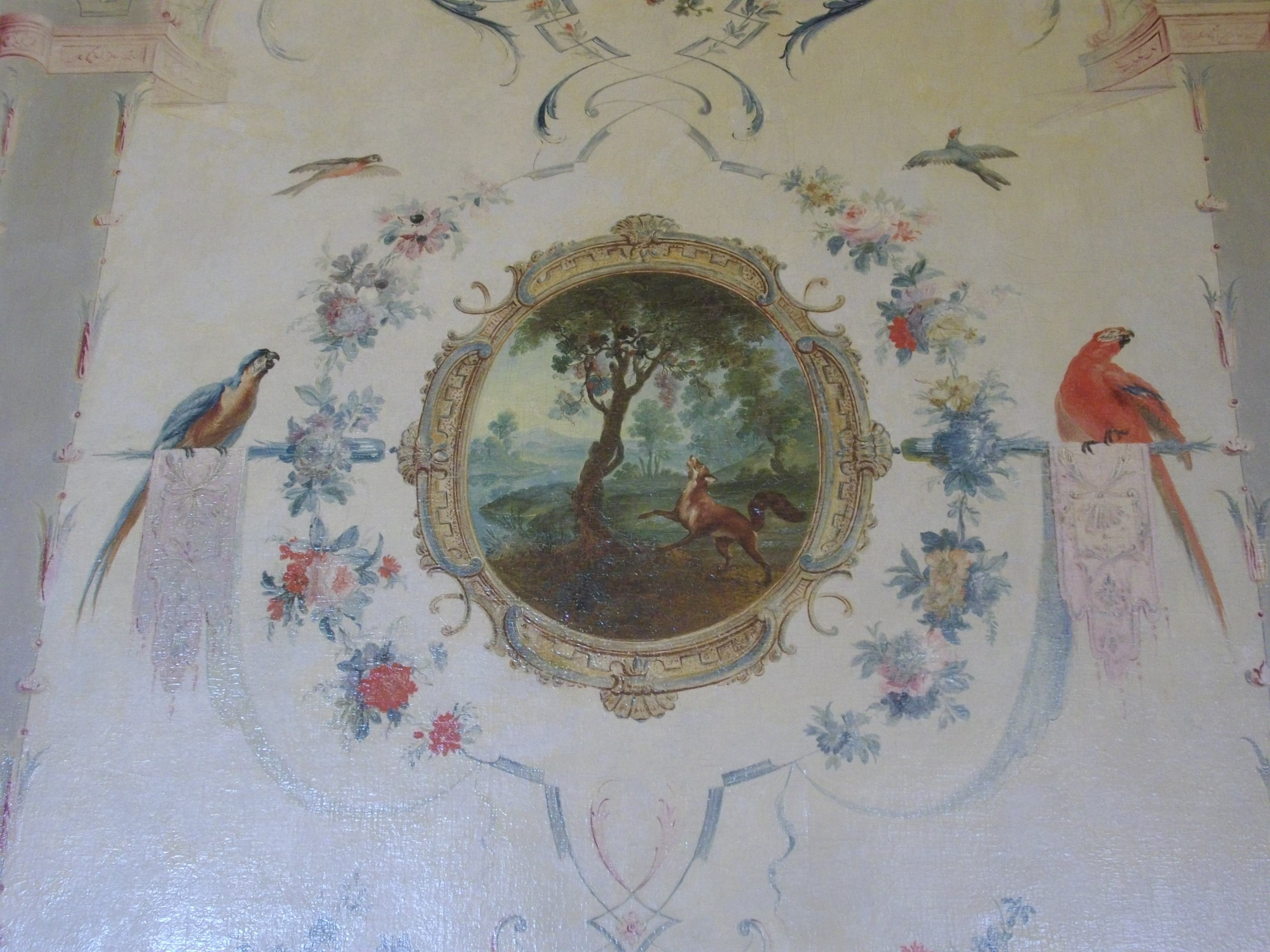
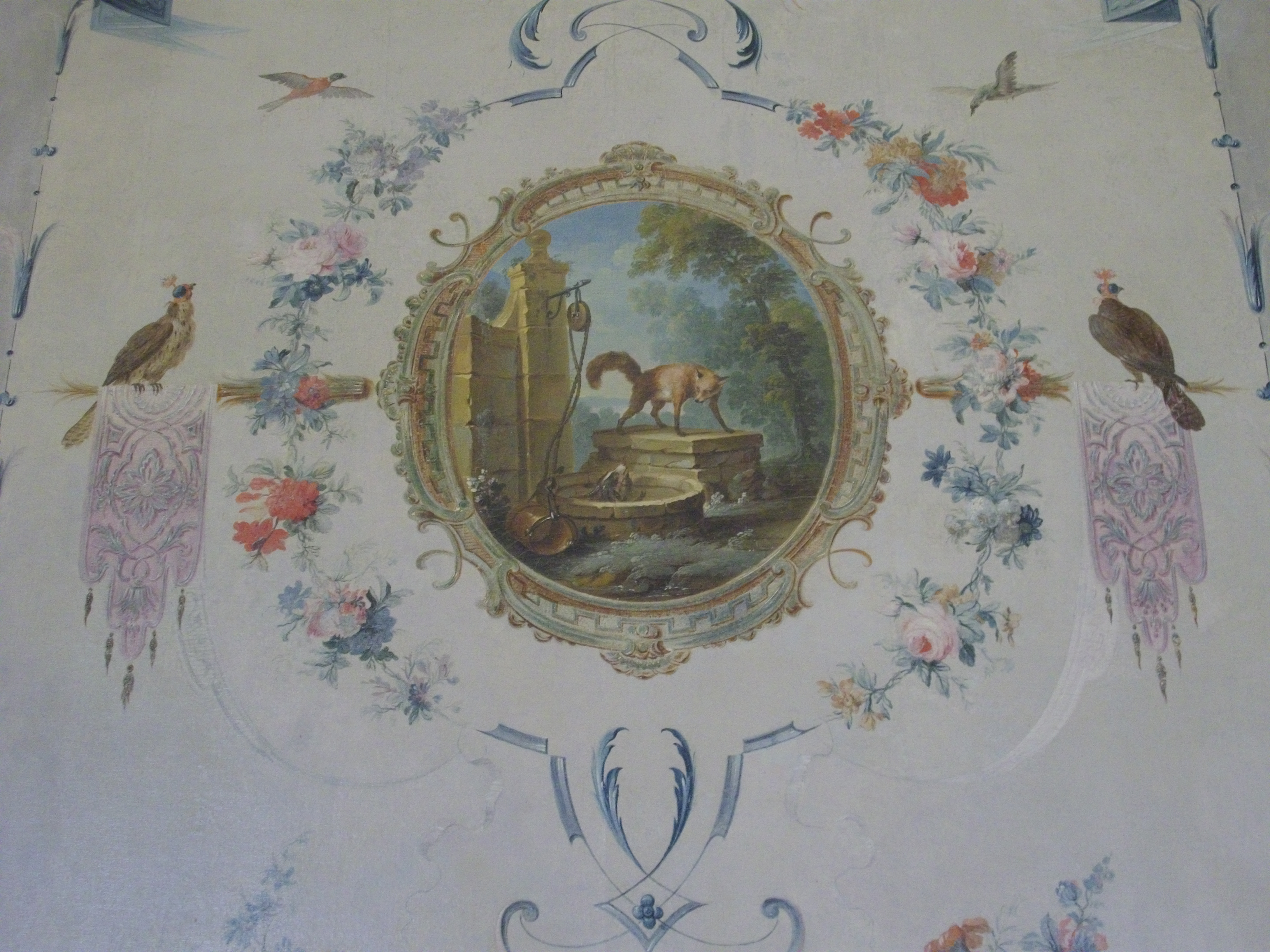

### XIXe–XXesiècle

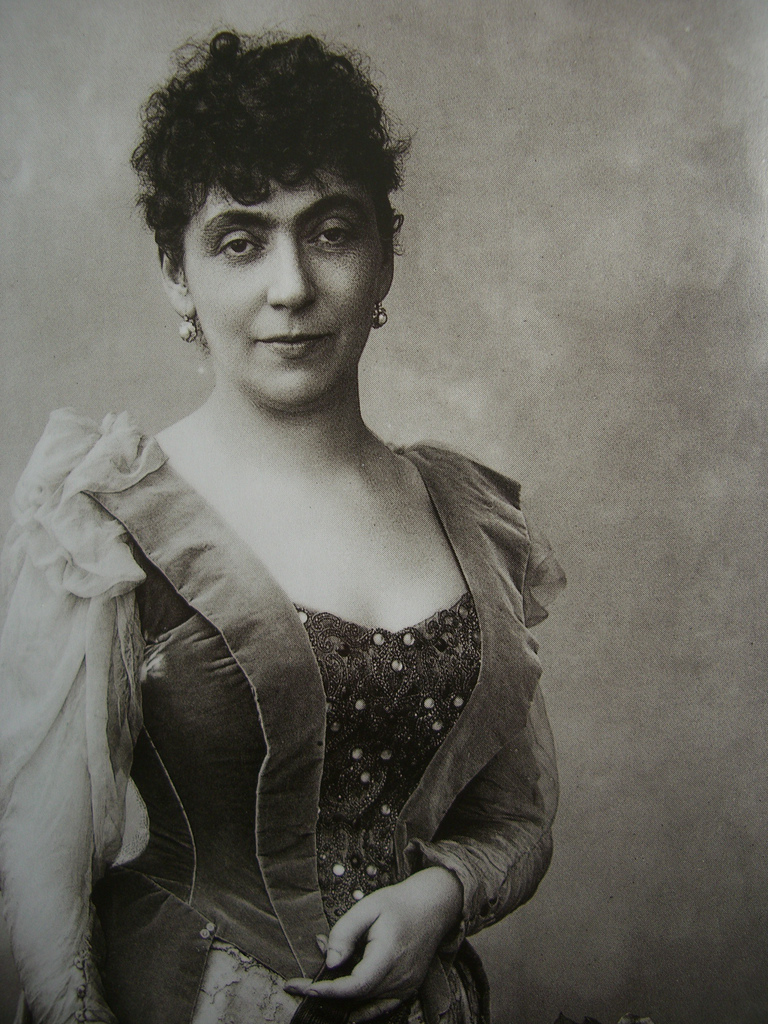
Madeleine Lemaire par Félix Nadar (1891)

En 1814, le château fut acheté par un notaire parisien, Jean-Front Herbelin, aux héritiers de Jules-Robert de Cotte. Son fils Jules Herbelin épousa Jeanne-Mathilde Habert, miniaturiste et tante de la peintre Madeleine Lemaire.
À la fin du XIXe siècle et au début du XXe siècle, la propriétaire Madeleine Lemaire, peintre de portraits et de fleurs, jouissait d'une grande notoriété. Ses tableaux de fleurs lui valurent le surnom donné par Robert de Montesquiou d'« Impératrice des roses ». Elle fut un temps professeur de dessin botanique au muséum d’histoire naturelle de Paris. Elle illustrait romans et revues et le marché de l’illustration était suffisant au XIXe siècle pour lui permettre de vivre de ses pinceaux ; en outre la moindre de ses petites toiles de roses se vendait cinq cents francs de l'époque, auprès de sa clientèle aristocratique. En effet, Madeleine Lemaire tenait salon à Paris et y recevait l'aristocratie du faubourg Saint-Germain qui s'y pressait pour côtoyer des hommes de lettres, comme Alexandre Dumas fils, Anatole France, Jules Lemaître, et le jeune Marcel Proust. Celui-ci fit deux longs séjours à Réveillon, du 18 août à la mi-septembre 1894 (avec Reynaldo Hahn) et en 1895. Dans Les Plaisirs et les Jours, il y décrit les marronniers du jardin. Dans Jean Santeuil, il invente toute une famille nobiliaire, les ducs de Réveillon, et dans Du côté de chez Swann, il semble y décrire le salon parisien de Madeleine Lemaire. Il s'en inspire pour évoquer le château de La Raspelière de Madame Verdurin dans À la recherche du temps perdu. 
Les deux guerres ont épargné le château. En 1914-1918, après les combats de septembre 1914, la ligne de front ne se retrouve plus à proximité. Il ne s'y trouva qu'à la frange, le 5 septembre 1914. Comme Mme Lemaire et sa fille Suzette se promenaient dans le parc, « un officier allemand à cheval sauta la haie, fixa son monocle dans son orbite et cria: Je voulais voir Madeleine Lemaire, c'est fait et repartit. » Puis un détachement de soldats allemands campa la nuit dans le parc. À la mort de sa mère en 1928, Suzanne Lemaire s'installa toute l'année au château.
En 1940, le château est occupé par l’armée allemande.
De nouveau propriétaires acquièrent le château en 1947. Descendants d'anciens propriétaires, ils tentent de restaurer le château qui est en ruine depuis la seconde guerre mondiale mais ils n'y parviennent pas ; notamment par le refus de l’État de subventionner des travaux. Le dépérissement progressif du château se poursuit malgré des efforts financiers importants de la part de la propriétaire qui rêve d'en faire un lieu de réunion pour la jeunesse et des artistes.
Depuis 1992, les nouveaux propriétaires y ont entrepris une très importante campagne de restauration le sauvant d’une ruine annoncée.

## Les dépendances
Le château compte également par ses dépendances encore existantes.
La ferme datée du XVIIe siècle, présente un appareillage de briques et pierres blanches, caractéristique de la construction de la première moitié du XVIIe siècle.
Le pigeonnier, construit semble-t-il plus tardivement, est mentionné dans un texte daté du 28 septembre 1697 : « un grand colombier au milieu de ladite cour couvert de tuiles… ». La restauration de 1992 a porté sur la réfection à l'identique de la charpente et de sa couverture. La charpente en chêne pèse 40 tonnes. La toiture est en tuiles sur la partie basse, en plomb sur le lanterneau. Le pigeonnier est constitué de deux parties : une salle basse voûtée qui servait à entreposer des outils. Une salle haute pour le logement des pigeons (ce qui montre que le domaine n'avait pas droit de justice). À l’intérieur, il y a environ 3 500 poteries, appelées boulins, maçonnées les unes au-dessus des autres, qui servaient de nid.
Les communs ont été construits par Jules-Robert de Cotte pour y abriter ses écuries. Celui-ci voulut ainsi donner une symétrie à la cour verte qui précède le château et faire le pendant des bâtiments de la ferme. Cet ensemble comprend une remarquable melonnière qui permet de faire pousser des melons sous ces latitudes grâce à un ingénieux système de murs protégeant du vent et préservant la chaleur. 
On peut également attribuer à Jules-Robert de Cotte, la grille d’honneur de style Louis XV qui ferme la cour à l’ouest.
Le château a  été classé monument historique le 8 juin 1948.

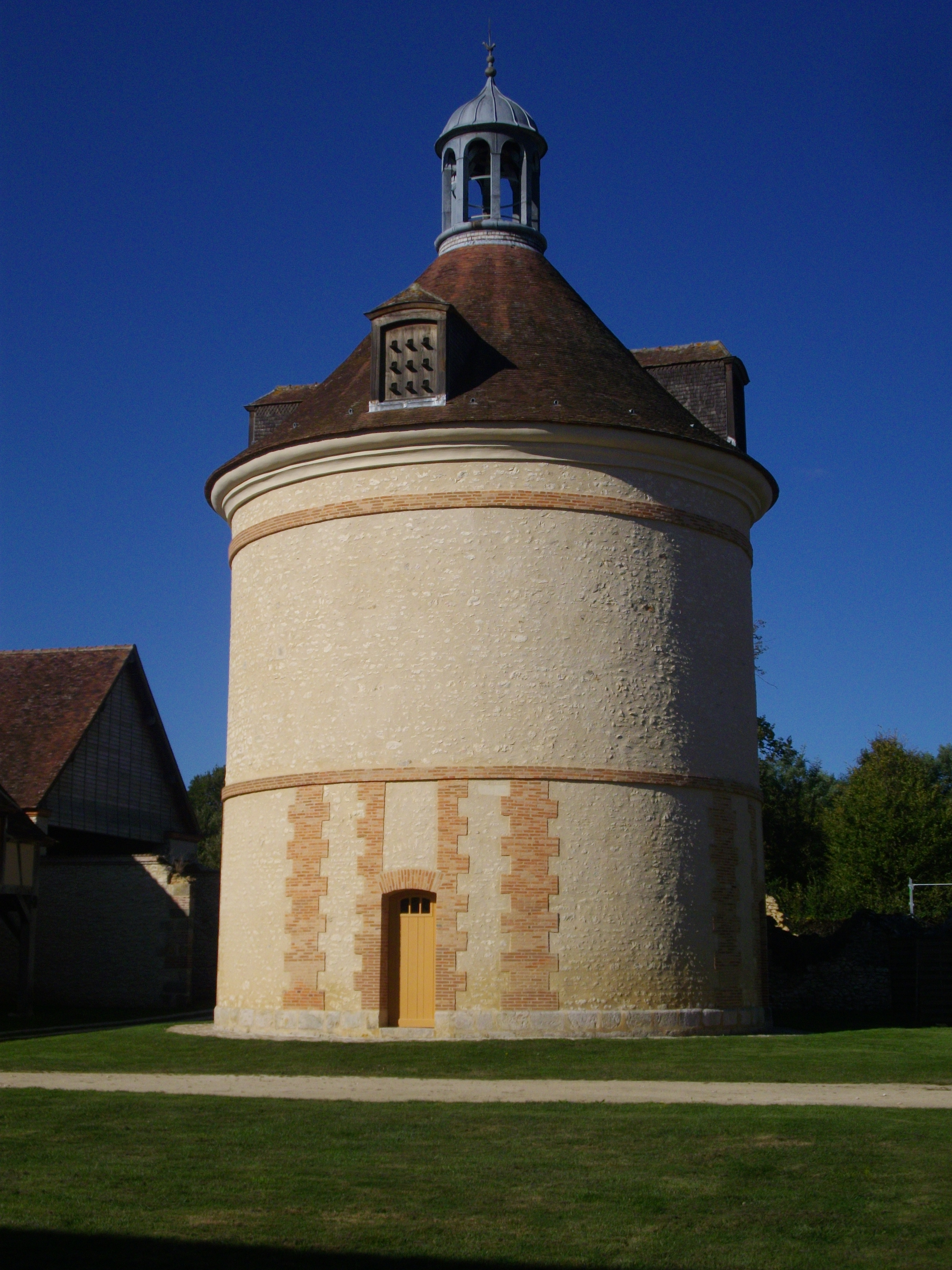
Le pigeonnier
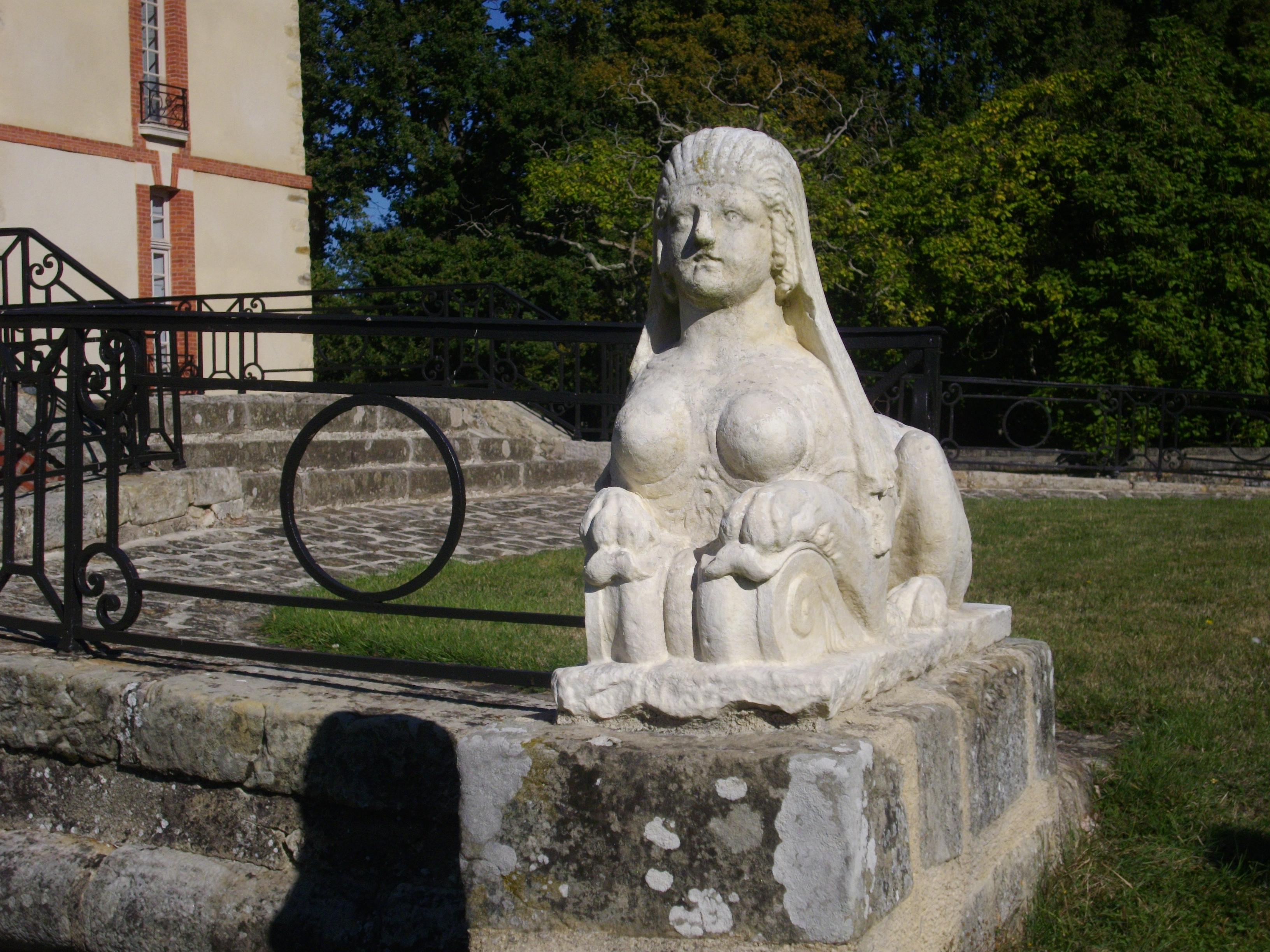
sculpture d'escalier,
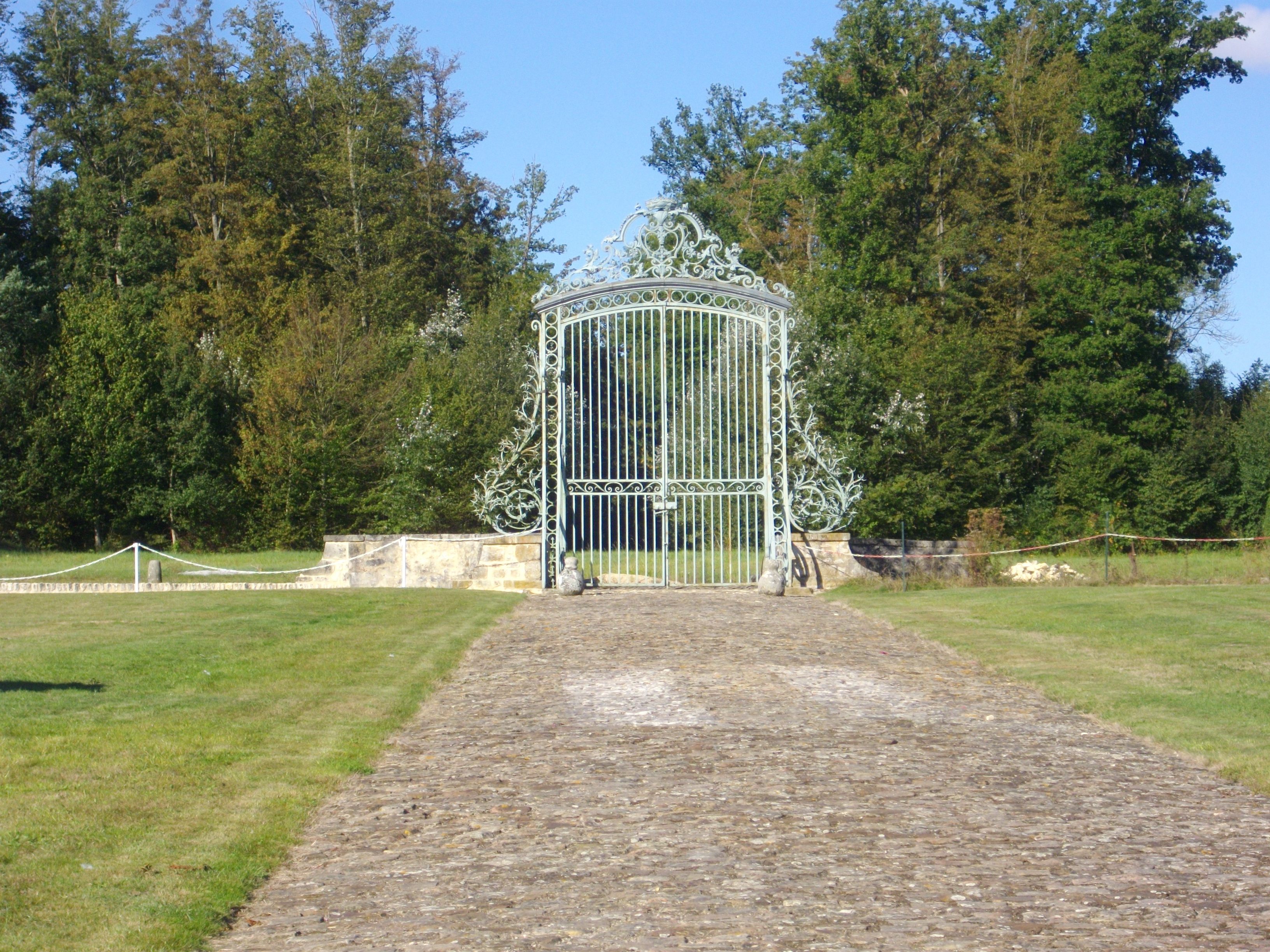
grille.

## Parc et jardins
Il semble que ce soit sous Jacques Galland que les jardins et allées qui constituent le cadre de verdure de Réveillon furent créés. En 1663, Marguerite Le Camus, veuve de Jacques Galland fait planter l’allée de Retourneloup, perspective située dans la continuité du jardin à la française. L’allée était composée de quatre rangées d’ormes formant une allée centrale et deux contre-allées. Le jardin à la française, d’après un acte de juin 1663, a semble-t-il également été créé par Marguerite Le Camus veuve de Jacques Galland.
Le parc d’une surface de 5 ha comprend trois éléments. Un jardin à la française orienté à l’est, encadré d’une double allée de marronniers blancs et comportant sur toute la longueur de sa partie Nord une aire légèrement surélevée entourée d’une charmille. Une cour verte à l'ouest, flanquée de deux pavillons au nord et au sud, assurant par ses allées pavées la circulation entre le château, la ferme, les communs et l’extérieur du domaine. Au-delà des murs d’enceinte, du nord au sud-ouest, un carrousel, un grand jardin potager arrosé par la rivière de Réveillon, deux bosquets surélevés dont les allées amplifient les perspectives et un grand verger.
L'ensemble du domaine, le parc, les jardins à la française, le potager et le verger ont été classés monument historique le 9 août 1996. Le jardin du château est inscrit au pré-inventaire des jardins remarquables.

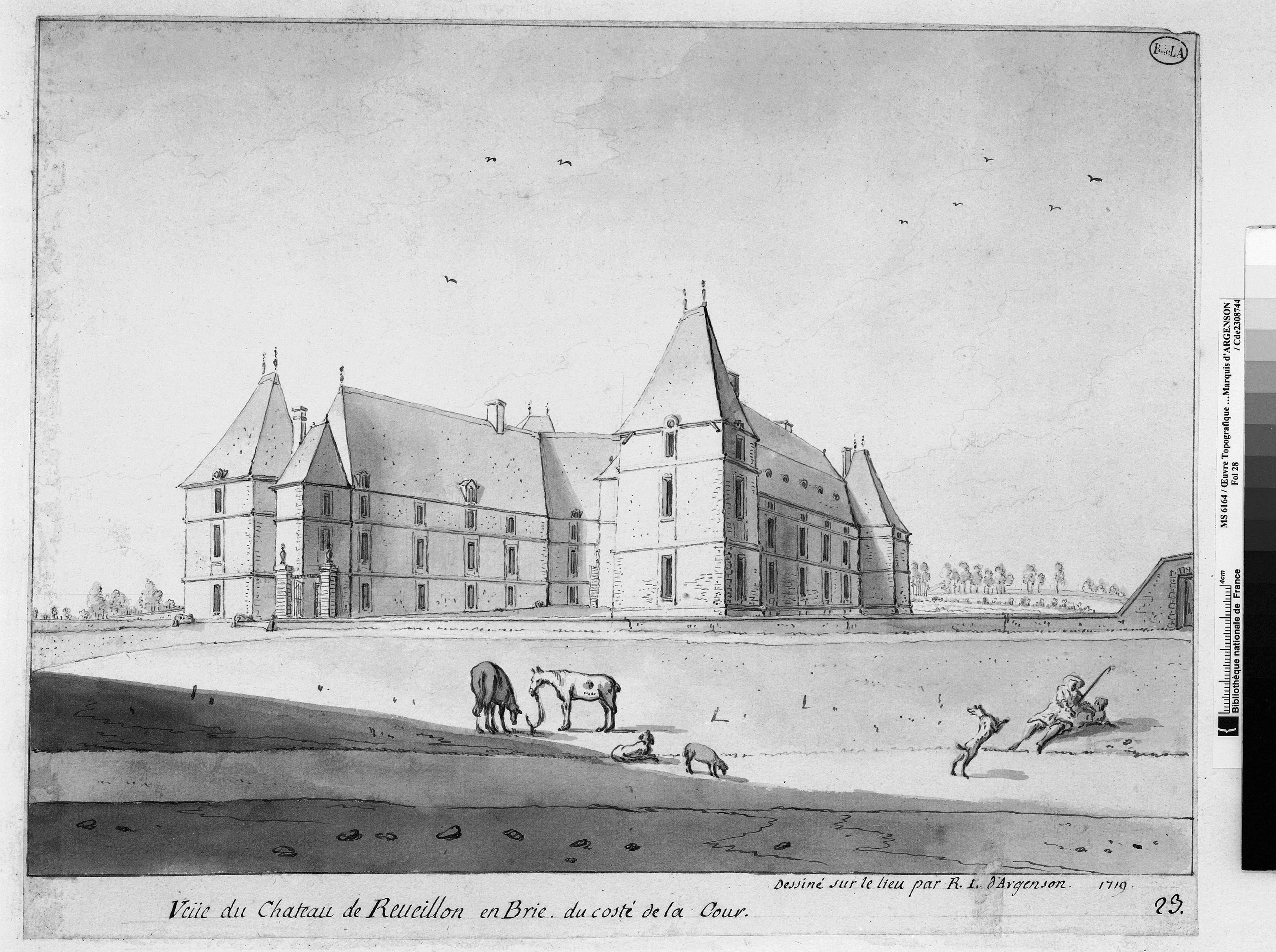
Le château dessiné par d'Argenson en 1719
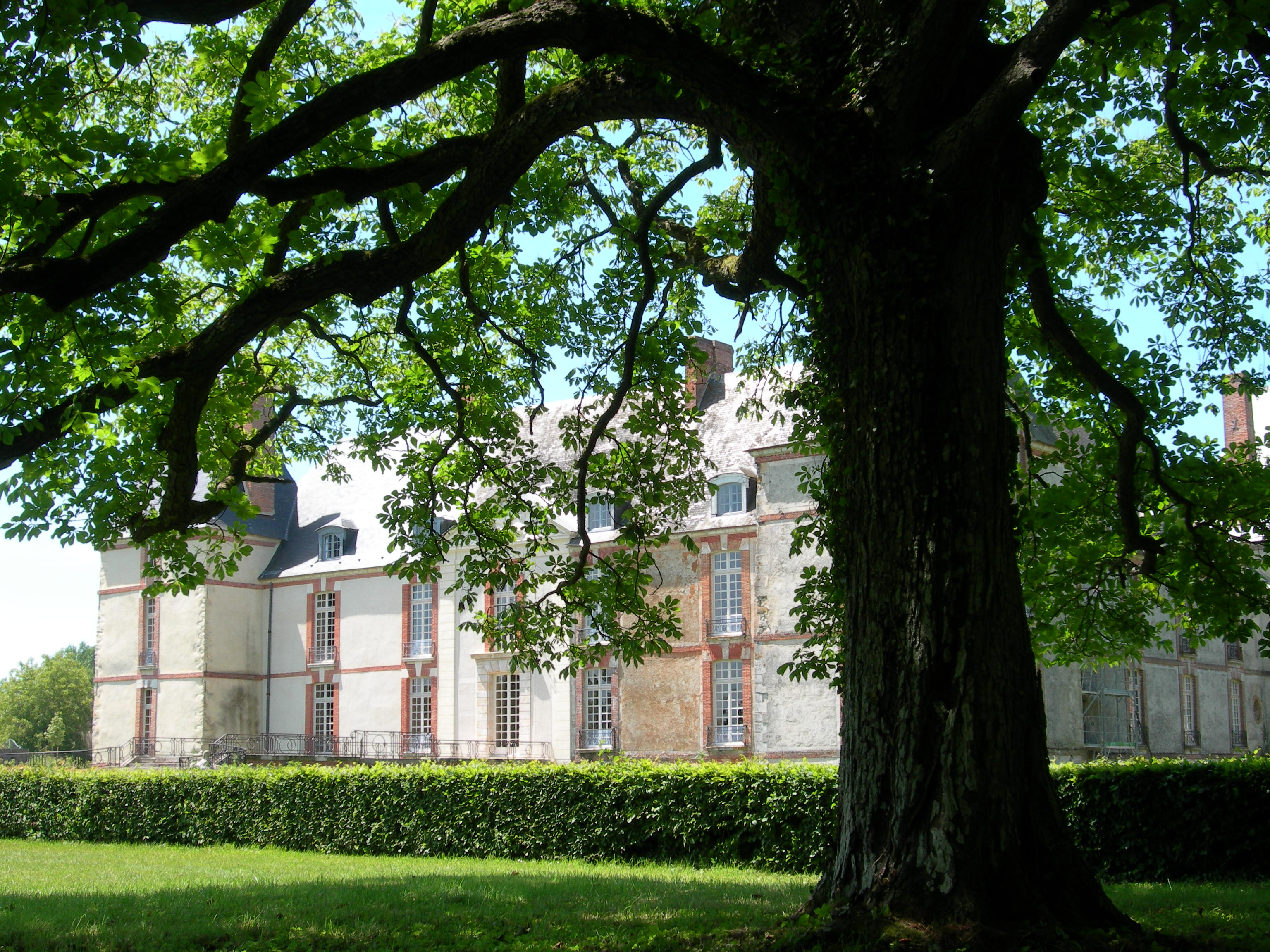
Le château vu des marronniers décrits par Proust
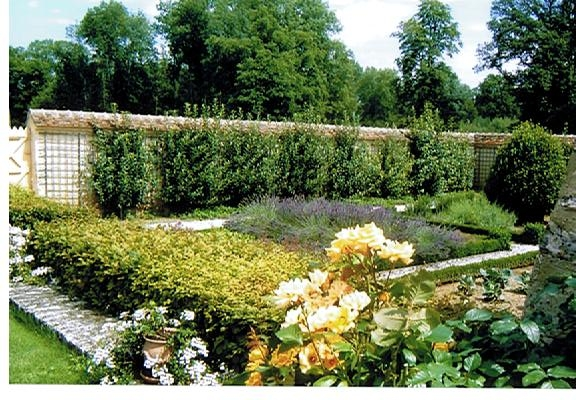
La melonnière
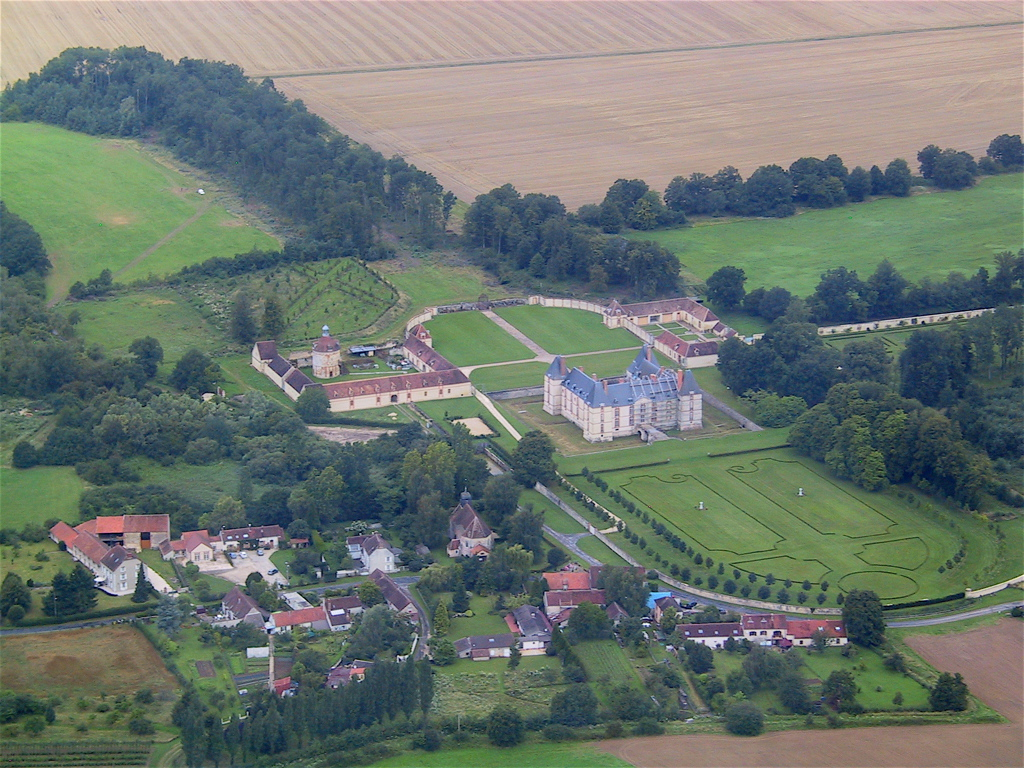
Le château en cours de restauration vu du ciel